# Тиксотропия
Тиксотропия е термин от механиката на флуидите, който означава свойството на някои ненютонови флуиди да променят вискозитета си с течение на времето, когато биват извадени от състоянието си на покой: колкото по-дълго време биват изливани или бъркани, толкова по-нисък е техният вискозитет.
Свойството да тиксотропират проявяват:
- кръвта и синовиалната течност между ставите,
- пчелният мед и кетчупът,
- пастата за зъби, различни бои, лакове и смазочни масла.